# رباط (تربت جام)
رباط (تربت جام)، روستایی از توابع بخش بوژگان شهرستان تربت جام در استان خراسان رضوی ایران است.

## جمعیت
این روستا در دهستان هریرود قرار دارد و براساس سرشماری مرکز آمار ایران در سال ۱۳۸۵، جمعیت آن ۵۸۵ نفر (۱۲۴خانوار) بوده‌است.